# 山田彩
山田 彩（やまだ あや、1995年11月26日 - ）は、日本の元タレント。元女優。東京都出身。所属事務所はヴェルヴェットマネージメント。
レギュラー番組、テストの花道、NHK高校講座（共にNHK Eテレ）での愛称は山ちゃん。

## 来歴
- 小学6年生から2年間シンガポールに在住。

- 青山学院大学文学部英米文学科卒業。
  - 在学中は、第二外国語はスペイン語。

## 人物

### 趣味
- 年間60冊以上の本を読む読書家であり、読了した全ての本の作品名、著者名、ページ数、あらすじ、感想などをノートに記録している。
- 音楽が好きでギター、ドラム、ピアノ、ベースなどを演奏する。ギターは、Gretsch White Falcon、Gretsch Penguin （Motor City Blue）、Fender、Martinなどを使用している。ベースはFender・ジャズベース、キーボードはRolandのJUNO-Diを使用している。軽音楽部ではジャンルを問わず様々な曲をドラム、ギター、キーボード、ギターボーカルなどで演奏している。
- カメラは一眼レフのNikon D70、D3100、D5300を愛用している。ファインダーを覗く事が出来るカメラを好んでいる。普段はOLYMPUSのミラーレス一眼も使用している。
- 車好きである。18歳の誕生日を迎えて2週間で普通自動車免許（MT免許）を取得。その後国内Bライセンス取得。愛車はスバル・BRZ（Sグレード・WRブルーマイカ）。
- 地球の誕生や生命の進化にも興味があり、国立科学博物館を頻繁に訪れている。
- 宇宙が大好きで、宇宙関連の書籍を愛読している。
- 馬が好きで乗馬が趣味である。部活にも所属している。
- 陶芸で食器やオブジェなど様々な物を作っている。

### 資格
- TOEIC910点、英検準1級、漢検2級、語彙・読解力検定2級、囲碁初段、普通自動車免許（MT免許）、コンペティション・ドライバーズ・ライセンス国内Bライセンス、くるまマイスター検定2級、乗馬ライセンス5級所持。

### その他
- 植物、生物、恐竜、化石などに興味があり、小学生の頃の夢は古生物学者になることだった。
- 柴犬（豆柴）を飼育している。名前はミミ。以前はカメ、金魚なども飼育していた。
- 愛用しているロードバイクはビアンキIMPULSO105。
- 日頃から万年筆を愛用している。
- 嫌いな食べ物は、辛いもの、ピーマン。

## 出演作品

### 映画
- ふたりで別の歌を（桜美林大学卒業制作映画）（2013年）- 吉岡美樹 役 主演
- 凶悪（2013年） - 木村幸恵 役

### テレビ
- テストの花道（2011年度・2012年度・2013年度・2014年度・2015年度、NHK Eテレ）
- 特盛り!テストの花道（2012年度、NHK Eテレ）
- 新春お好み囲碁対局 逆転必至!プロ・タレント夢の連碁戦（2013年1月3日、NHK Eテレ）
- 新春お好み囲碁対局 プロ・タレント混合！ドキドキ連碁戦（2014年1月3日、NHK Eテレ）
- NHK高校講座・地理（2014年度･2015年度･2016年度、NHK Eテレ）
- フジテレビからの!リーダーズサロン（2016年2月19日、フジテレビ）

### テレビCM
- コカ・コーラ「ハッピー家族カタログ」（2010年）
- ブルボン「ゼリーシリーズ」（2010年）
- Benesse「進研ゼミ高校講座」（2011年）

### テレビドラマ
- 熱海の捜査官（2010年、テレビ朝日） - 椹木みこ 役
- 仮面ライダーフォーゼ （2012年、テレビ朝日） - 35話 ゲスト出演 チコ 役

### スチール
- SONY「Student Wonder Program」（2009年）
- 河合塾（2010年）
- MSD「ガーダシル」（2011年）

### 雑誌・書籍
- CM NOW 別冊 CM美少女 U-19 SELECTION100 -2012-（2012年）
- CM NOW（2012年）
- 週刊プレイボーイ（2012年）
- FLASH（2012年）
- 囲碁講座 3月号（2013年）
- NHKテストの花道 成績アップの”秘策”を大公開！合格勉強術（2014年）

### その他
- くる検☆クラブ 第1期生（2015年11月29日、2016年11月27日にくるまマイスター検定会場にてトークショーを実施）